# Vladan Alanović
Vladan Alanović (Zadar, 3. srpnja 1967.), hrvatski košarkaš, bivši reprezentativac.
Igrao je na položaju beka, na mjestu organizatora igre. Profesionalno je igrao od 1981. do 2001.
Kao član reprezentacije 1992. godine dobitnik je Državne nagrade za šport "Franjo Bučar".

## Igračka karijera

### Klupska karijera
U karijeri je igrao za KK Zadar, KK Jugoplastiku, KK Cibonu, Novi Zagreb, Tofas, Turk Telekom(Turska), Murcia (Španjolska), CSKA (Rusija), Slask (Poljska).

### Reprezentativna karijera
Za reprezentaciju Hrvatske nastupao je od 1992. do 1997.; osvojio je srebrnu medalju na Olimpijadi 1992. u Barceloni, brončanu medalju na SP 1994. u Torontu, te nastupio na EP 1993. i 1995.